# Bazartete

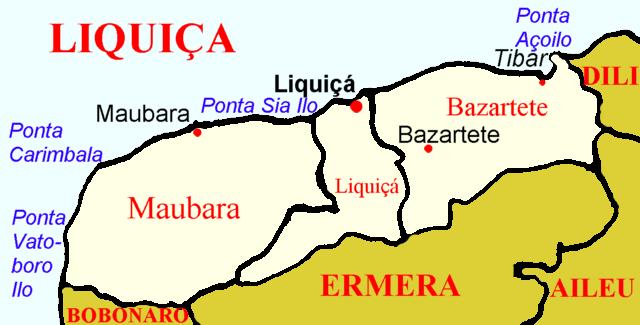

A vila de Bazartete (também conhecida como Bazar Tete) está situada nas coordenadas (8°38'S, 125°23'E) na região montanhosa de Timor-Leste, coberta por floresta tropical, no município de Liquiçá, a sudeste das cidade de Liquiçá. 
A cidade esteve presente no noticiário internacional em setembro de 1999 devido a vários casos de estupro e assassinato cometidos pelo grupo rebelde Besi Merah Putih em oposição ao voto de independência timorense.